# Windlöck
Windlöck ist ein aus einem Einzelhof bestehender Wohnplatz, der zur Stadt Lohmar im Rhein-Sieg-Kreis in Nordrhein-Westfalen gehört.

## Geographie
Windlöck liegt im Norden des Stadtgebiets von Lohmar. Umliegende Ortschaften und Weiler sind Agger im Norden, Naafshäuschen, Honsbach, Bachermühle und Honsbachermühle im Nordosten, Neuhonrath im Osten und Südosten, Wahlscheid im Süden und Südwesten, Schloss Auel, Weilerhohn, Höhnchen und Rosauel im Südwesten, Birken und Stumpf im Westen sowie Honrath und Burg Honrath im Nordwesten.
Westlich von Windlöck fließt ein namenloser orographisch rechter Nebenfluss der Agger vorbei.

## Geschichte
Im Jahre 1885 hatte Windlöck neun Einwohner, die in einem Einzelhaus lebten.
Bis 1969 gehörte Windlöck zu der bis dahin eigenständigen Gemeinde Wahlscheid.

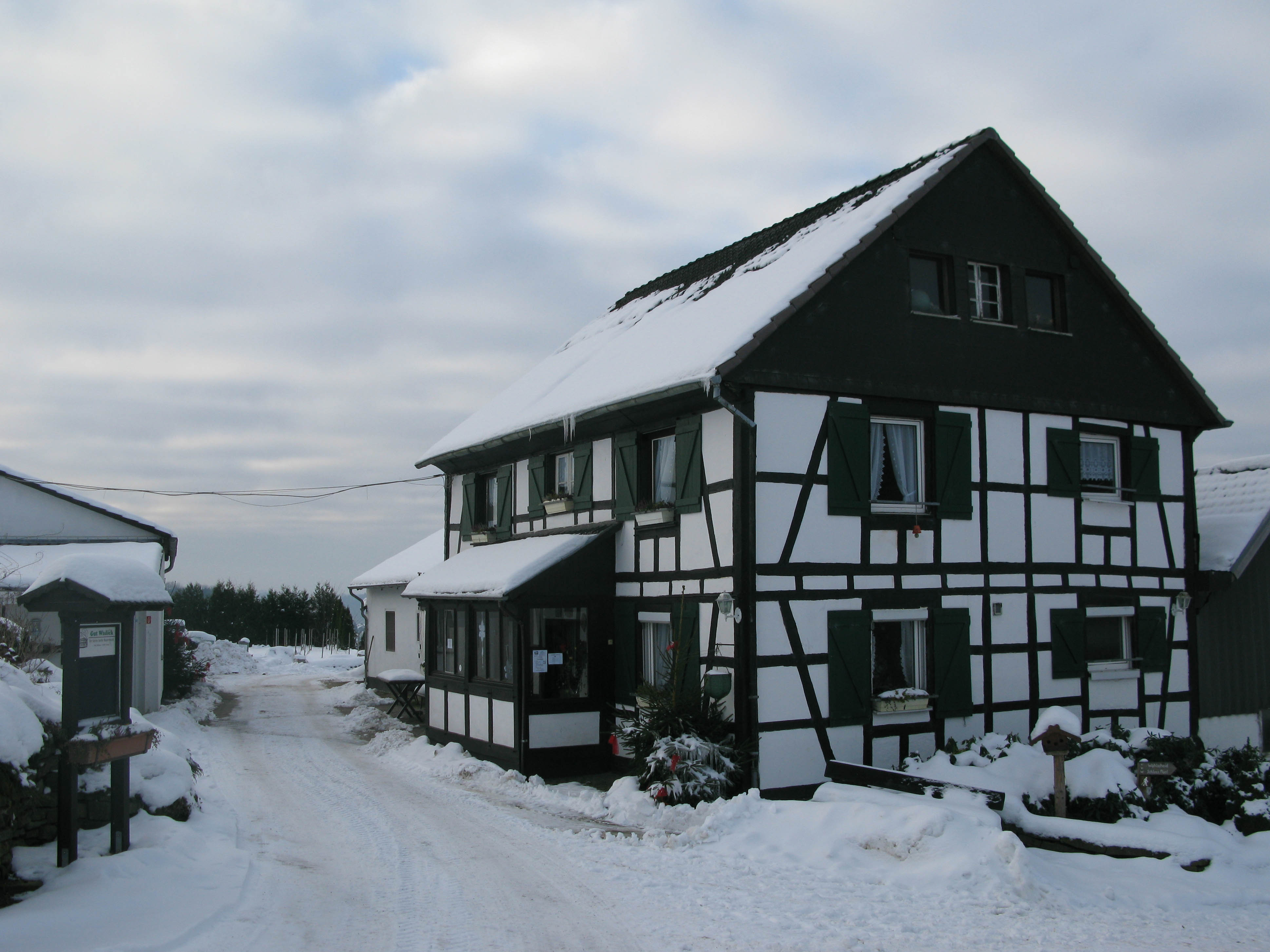
Fachwerkhaus „Gut Windlöck“ im Dezember 2010

## Sehenswertes
Das Fachwerkhaus „Gut Windlöck“ steht unter Denkmalschutz der Stadt Lohmar unter Nr. 130. Es ist erstmals 1644 urkundlich erwähnt.

## Verkehr
Windlöck liegt westlich der Bundesstraße 484 und nordöstlich der Kreisstraße 49.

## Wanderwege

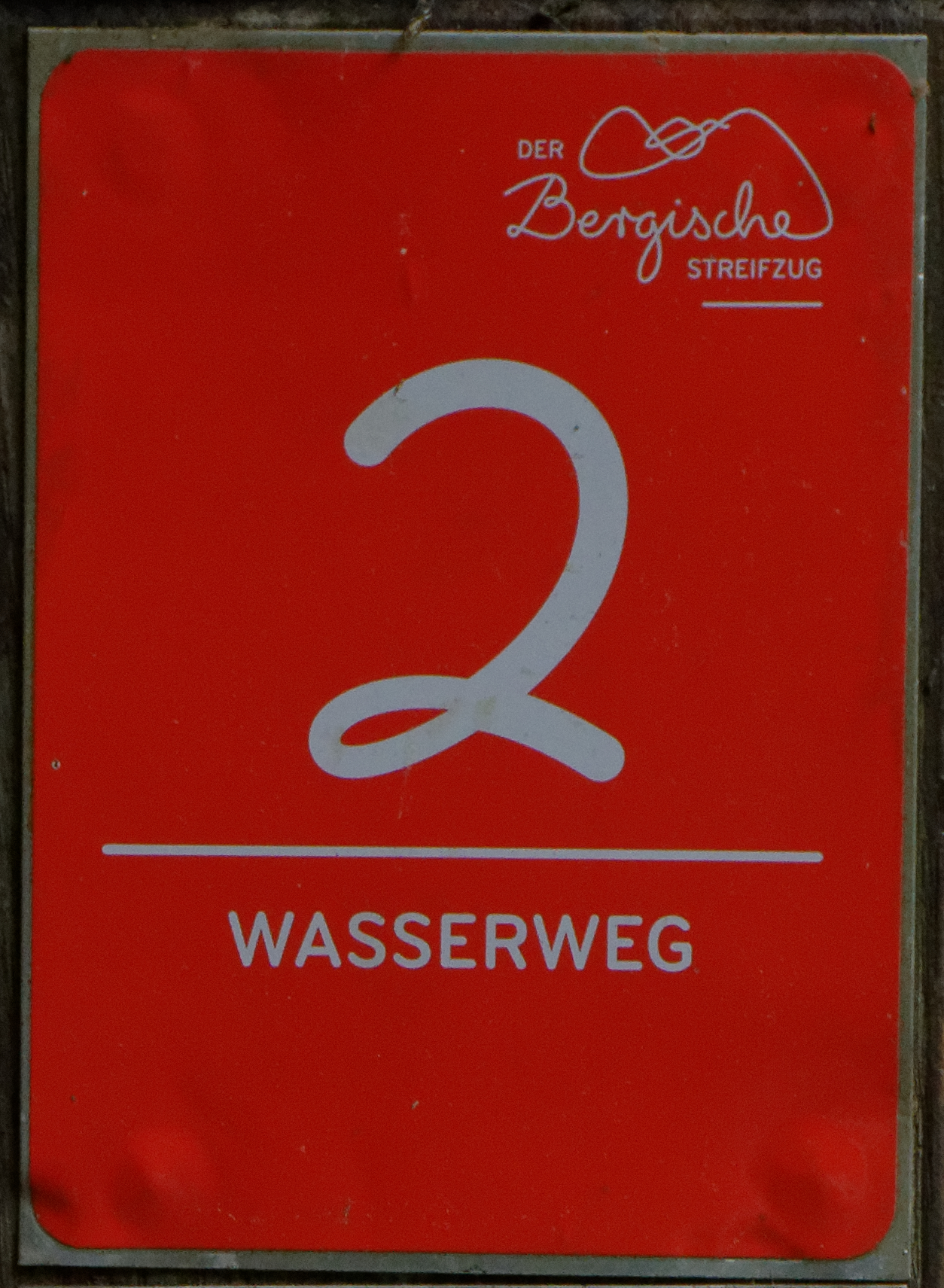
Der Bergische Streifzug

Die Rundwanderwege A3 ab Honrath und A4 ab Wahlscheid des Sauerländischen Gebirgsvereins (SGV) und der Bergische Streifzug Nr. 18 „Bauernhofweg“ führen an Windlöck vorbei.